# Pierre-Laurent Wantzel
Pierre-Laurent Wantzel (Parigi, 5 giugno 1814 – Parigi, 21 maggio 1848) è stato un matematico francese.
Figlio di un vecchio militare, professore di matematica applicata alla Scuola di Commercio, Pierre Wantzel compie i suoi studi al collegio di Écouen. Dopo un soggiorno di un anno alla Scuola di Arti e Mestieri di Châlons, è ammesso nel 1828 al collegio Carlo Magno.
Nel 1829, pubblica nella seconda edizione del Traité d'arithmétique la dimostrazione di un metodo per la ricerca della radice quadrata.
Ammesso all'École polytechnique, si indirizza all'École nationale des ponts et chaussées nel 1834. Si interessa allora in maniera particolare all'algebra e alle costruzioni con riga e compasso e alla loro risolubilità per radicali. Contemporaneo di Évariste Galois, si può supporre che egli non ne conoscesse i lavori perché non furono pubblicati fino al 1846. S'ispira ai lavori di Viète, Descartes, Gauss e Abel.
Nel 1837, ancora studente di ingegneria, pubblica nel Journal des mathématiques pures et appliquées un articolo intitolato Ricerca sui metodi per riconoscere se un problema può essere risolto con riga e compasso, dove trova un criterio di non-costruibilità con riga e compasso chiamato Teorema di Wantzel, e termina la dimostrazione iniziata da Gauss sui poligoni costruibili (teorema di Gauss-Wantzel).
Diventato ingegnere civile nel 1840, preferisce consacrarsi all'insegnamento dapprima come professore di Meccanica Applicata alla facoltà di Ingegneria Civile, poi come esaminatore agli esami di ammissione dell'École polytechnique, infine come professore di matematica e fisica presso altre istituzioni.
Continua ad interessarsi alla matematica, pubblica una dimostrazione più semplice del teorema di Abel sull'equazioni risolubili per radicali, si occupa di integrali curvilinei. Muore nel 1848.